# Barbara Mez-Starck
Barbara Mez-Starck, geboren als Barbara Starck (* 6. Januar 1924 in Berlin; † 25. Mai 2001 in Freiburg im Breisgau), war eine deutsche Chemikerin und Stiftungsgeberin. Sie schuf die Grundlagen für ein modernes Informationssystem für die Strukturchemie und Molekülphysik kleiner Atome.

## Leben und Wirken
Barbara Mez-Starck wurde am 6. Januar 1924 als Tochter des Chemiefabrikanten Hermann Carl Starck (1891–1974) in Berlin geboren. Ihre Mutter Klara Sarkadi (1895–1968) war eine Tochter ungarischer Juden.
Die Familie war vermögend, denn H. C. Starck war mit seiner 1920 in Berlin gegründeten nach ihm benannten Firma sehr erfolgreich. Mit ihrem fünf Jahre jüngeren Bruder Gerhard wuchs Barbara Starck in Potsdam auf und besuchte später ein Gymnasium in Berlin-Grunewald. Ihr Chemiestudium an der Universität Freiburg, das sie nach dem Abitur im März 1942 begonnen hatte, musste sie als Halbjüdin wegen der NS-Rassengesetze nach nur einem Semester abbrechen. Zur Zeit des Nationalsozialismus wurden fast alle ihre Angehörigen mütterlicherseits im KZ Auschwitz ermordet; nur ihre Mutter und ein Onkel überlebten.
Bis zum Ende des Zweiten Weltkriegs arbeitete die junge Frau in einem Betrieb ihres Vaters in Goslar als Laborhelferin, wo unter anderem Metallanalysen zu ihren Aufgaben gehörten. Nachdem sie ihr Chemiestudium 1946 an der Universität Göttingen wieder aufgenommen hatte, wechselte sie nach der Vordiplomprüfung 1948 zurück an die Universität Freiburg und fertigte am dortigen Physikalisch-Chemischen Institut 1952 bei Reinhard Mecke ihre Diplomarbeit an. Am selben Institut beendete sie 1959 ihre Doktorarbeit zum Thema Über die Wirkung von Substituenten auf die Intensität infraroter Absorptionsbanden von Schwingungen des Phenylenkernes disubstituierter Benzolderivate und war anschließend Forschungsassistentin bei Wilhelm Maier. Zu ihren Aufgaben gehörte unter anderem, für die Vorlesungen des Professors die neueste Literatur zur Mikrowellenspektroskopie ausgesuchter Substanzklassen zusammenzustellen. Mit diesem Beginn eines Mikrowellenkataloges schuf sie den Grundstock für die Spektren- und Strukturdokumentation, die von zahlreichen Arbeitsgruppen weltweit immer noch genutzt und nach ihr auch als Starck-Bibliographie bezeichnet wird.
Auch nach Wilhelm Maiers Tod 1964 war Mez-Starck weiterhin am Physikalischen Institut der Universität Freiburg tätig. Mitte der 1960er Jahre wurde sie dazu eingeladen, eine kritisch bewertete Sammlung mikrowellenspektroskopischer Daten für die Landolt-Börnstein-Serie zu schreiben. Im Jahr 1967 wurde der erste Band mit der Bezeichnung LB II/4 gedruckt, und 1974 verfasste sie mit zwei Co-Autoren einen Ergänzungsband (LB II/6). Bei zwei weiteren Landolt-Börnstein-Bänden, in denen die Strukturen freier polyatomiger Moleküle mittels Mikrowellenspektroskopie oder Gasphasenelektronenbeugung zusammengestellt wurden, war sie wesentlich beteiligt. Die Bände LB II/19d3 und LB II/25A wurden ihr gewidmet.
Auf einen Vorschlag von Gründungsprofessor Werner Otto Zeil hin wurde an der neu gegründeten Universität Ulm eine Sektion „Spektren- und Strukturdokumentation“ errichtet, und Barbara Mez-Starck wurde 1969 als Leiterin an diese neue Einrichtung nach Ulm berufen. Sie begann eine enge Zusammenarbeit mit dem Committee on Data for Science and Technology (CODATA), einer Unterorganisation der UNESCO. Auf dem Gebiet der elektronischen Fachinformation wurde sie auch durch die Bundesregierung über die bundeseigene „Zentralstelle für Atomkernenergie-Dokumentation“ (ZAED) in Karlsruhe (inzwischen aufgegangen im „Fachinformationszentrum Karlsruhe“) finanziell unterstützt.
Während ihrer Tätigkeit in Ulm wurde auch die elektronische Datenbank MOGADOC (Molecular Gasphase Documentation) entwickelt. In dieser Zeit erlitt Mez-Starck einen Schlaganfall, von dem sie sich nicht vollständig erholen konnte. Obwohl sie 1987 offiziell in den Ruhestand gegangen war, arbeitete sie weiterhin bei den Updates ihres Mikrowellenkataloges und der MOGADOC-Datenbank mit und wertete bis wenige Tage vor ihrem Tod die neueste Literatur dafür aus.
Barbara Mez-Starck starb am 25. Mai 2001 im Alter von 77 Jahren in ihrem Haus in Freiburg. Zwei Jahre später starb auch ihr Ehemann Erwin James Mez, mit dem sie seit Ende 1974 verheiratet gewesen war. Das kinderlose Ehepaar hinterließ sein gesamtes Vermögen der Mez-Starck-Stiftung als Alleinerbin.

## Mez-Starck-Stiftung
Wenige Jahre vor ihrem Tod errichtete Mez-Starck aus dem Vermögen, das sie von ihrem Vater geerbt hatte, im Jahr 1998 eine Stiftung. Die nach ihr benannte Dr. Barbara Mez-Starck-Stiftung mit Sitz in Freiburg „fördert gemeinnützig und räumlich uneingeschränkt Wissenschaft und Forschung auf dem Gebiet der Naturwissenschaften, insbesondere der Chemie und Physik“. Dem Stiftungszweck entsprechend unterstützt sie insbesondere an der Universität Ulm die „Arbeitsgruppe Chemieinformationssysteme“ (vormals „Sektion Spektren- und Strukturdokumentation“), die Mez-Starck bis zu ihrer Pensionierung geleitet hatte. Die Stiftung förderte unter anderem auch die Modernisierung der technischen Ausstattung der Lomonossow-Universität Moskau finanziell und vergibt seit 2021 Deutschland-Stipendien an Studierende der Chemie.
Seit 2003 vergibt die Stiftung für hervorragende Beiträge auf dem Gebiet der experimentellen Strukturchemie und Molekülphysik (einschließlich Gaselektronenbeugung, Mikrowellen- und hochauflösender Infrarotspektroskopie) jährlich den mit einem Preisgeld in Höhe von 5000 Euro dotierten Internationalen Dr. Barbara Mez-Starck Preis. Auf lokaler Ebene werden zudem jährlich seit 2005 die besten Chemie-Diplomanden und seit 2013 die besten Master-Studenten des Fachbereichs Chemie an der Universität Ulm mit einem sogenannten Lokalen Mez-Starck-Preis ausgezeichnet.

## Gedenken

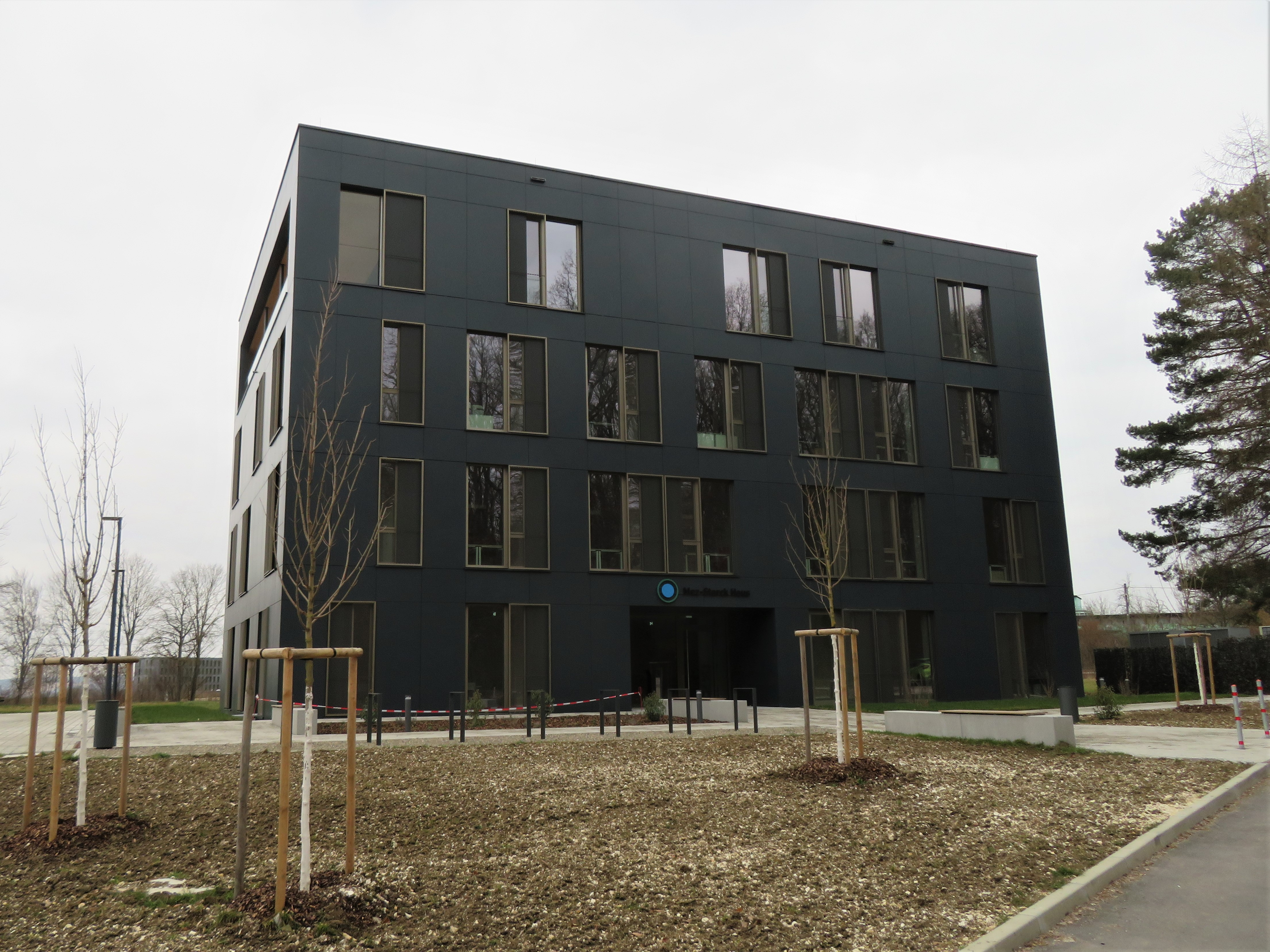
Das Dr. Barbara Mez-Starck-Haus in Ulm (Foto 2023)

An der Klinik für Herz- und Gefäßchirurgie des Universitätsklinikums Freiburg wurde das Dr.-Barbara-Mez-Starck-Forschungslabor nach ihr benannt, das ausschließlich für den Zweck der Erforschung herz- und gefäßchirurgischer Krankheiten gestiftet wurde.
Im Jahr 2010 erschien ihre von den Münchner Historikern Michael Kamp und Florian Neumann verfasste Biografie auf Deutsch und Englisch im Dreesbach-Verlag.
Im Auftrag der Mez-Starck-Stiftung entstand – als deren bisher größte Investition an der Universität Ulm – auf dem Oberen Eselsberg in Ulm das Dr. Barbara Mez-Starck-Haus, ein vierstöckiges Gebäude in ökologisch-nachhaltiger Bauweise, das im Oktober 2022 eingeweiht wurde. Es wird von verschiedenen Einrichtungen der Universität Ulm genutzt, darunter neben Mez-Starcks früherer Arbeitsgruppe Chemieinformationssysteme das Institut für Theoretische Chemie, die Akademie für Wissenschaft, Wirtschaft und Technik, das Institut für Geschichte, Theorie und Ethik der Medizin und die School of Advanced Professional Studies.